# Clemenceau (1957)
Clemenceau (R 98) – francuski lotniskowiec typu Clemenceau, który służył w latach 1961 – 1997. Był drugim okrętem w historii Francuskiej Marynarki Wojennej nazwanym imieniem francuskiego polityka Georges’a Clemenceau.

## Historia
Na początku lat 50. XX wieku we Francji rozpoczęto prace nad nowym typem lotniskowców, które miały zastąpić jednostki tego typu pozyskane od sojuszniczych marynarek wojennych po zakończeniu II wojny światowej. Pod względem koncepcyjnym nowe okręty były zbliżone do amerykańskich lotniskowców. Budowa nowych lotniskowców była także wyrazem dążenia Francji do niezależności militarnej w ramach NATO. 
Zamówienie na „Clemenceau” (R 98), który był pierwszym okrętem typu, zostało złożone w 1954 roku w stoczni Arsenal de Brest. Rozpoczęcie budowy miało miejsce w listopadzie 1955 roku. Wodowanie nastąpiło 21 grudnia 1957 roku, a niecałe cztery lata później, 22 listopada 1961 roku, okręt wszedł do służby.
Pierwszą misją po wejściu do służby był rejs w rejon Dżibuti w 1974 roku. W latach 1982 – 1984 zapewniał wsparcie lotnicze francuskim oddziałom pokojowym w związku z wojną w Libanie. W latach 1987 – 1988 zabezpieczał francuską żeglugę w rejonie Zatoki Perskiej w związku z wojną iracko-irańską. W 1991 roku wziął udział w wojnie w Zatoce Perskiej. W latach 1993 – 1996 zapewniał wsparcie lotnicze dla wojska pokojowych zaangażowanych na terenach byłej Jugosławii.
Podczas swojej służby „Clemenceau” był systematycznie modernizowany. Pierwszy ponad roczny remont połączony z modernizacja zakończył się w listopadzie 1978 roku. W sierpniu 1987 roku na okręcie zakończyła się dwuletnia modernizacja, podczas której zamiast 4 dział kaliber 100 mm zainstalowano wyrzutnie pocisków przeciwlotniczych Crotale.
Okręt został wycofany ze służby 1 października 1997 roku i aż do 2005 roku czekał na ostateczną decyzję co do dalszych jego losów, kiedy to został sprzedany na złom do Indii. Z powodu protestów organizacji ekologicznej Greenpeace, która obawiała się skażenia środowiska szkodliwymi substancjami podczas złomowania, władze Indii odmówiły prawa wpłynięcia do stoczni złomowej. Po powrocie do Francji okręt przez dwa lata oczekiwał na podjęcie decyzji, gdzie ma być złomowany. 1 lipca 2008 roku podjęto decyzję o złomowaniu okrętu w brytyjskim Hartlepool, z początkiem 2009 roku. Prace przy demontażu zaczęły się 18 listopada 2009 roku i trwały do końca 2010 roku, kiedy to ostatecznie zakończono złomowanie okrętu.